# Pierre-Robert de Cartier de Marchienne
Pierre Robert de Cartier de Forvie, né le 9 décembre 1717 à Liège et mort après 1790, est un aristocrate des Pays-Bas méridionaux, seigneur de Marchienne-au-Pont, Mont-sur-Marchienne, Porcheresse, Genneville.

## Biographie
Pierre-Robert de Cartier de Marchienne est le fils de Jean Louis de Cartier, seigneur de Marchienne-au-Pont, bourgmestre de Liège, et de Marie Agnès Ghislaine de Bilquin. Il épouse Gertrude Werck, fille de Gilles Werck, avocat. Il est le père de Charles-Albert de Cartier de Porcheresse, député aux États de Namur.
Il est un dramaturge belge, bourgmestre de Liège en 1768, membre de la chambre des comptes et député perpétuel des États du Pays de Liège et du comté de Looz.
Il écrit, avec Simon de Harlez, Pierre Grégoire di Vivario et Jacques-Joseph Fabry, l'opéra Li Voëgge di Chôfontaine, une pièce de théâtre en wallon liégeois.